# Мустансар Хуссейн Тарар
Мустансар Хуссейн Тарар (урду مستنصر حسين تارڑ, народився 1939 року, Лахор, Пакистан) — пакистанський письменник-прозаїк, мандрівник, журналіст, телеведучий.

## Біографія
Народився у 1939 році у місті Лахор. Його батько був управляючим у невеликому магазині насіння «Kisan & company», який згодом став великою компанією.
Здобув освіту у Середній школі Місії Ранг Махал (Rang Mahal Mission High School) та Мусульманській середній школі (Muslim Model High School) у Лахорі. Далі продовжив навчання в Урядовому коледжі Лахора та у Лондоні. У 1958 році він був присутній на Всесвітньому фестивалі молоді в Москві і про що написав книгу під назвою Fakhta (Голуб).
Він написав понад 50 книг, включаючи романи і збірники коротких оповідань у його кар'єрі. Його перша книга мала назву Nikley Teri Talaash Main (1970), і була присвячена молодшому брату Мобашіру Хуссейну Тарарі. У 1971 році написав про подорож Європою. Цьому передував період, протягом якого він відвідав 17 європейських країнах.
Він також працював ведучим на телевізійному каналі PTV (Pakistan Television Corporation's), де вів в прямому ефірі ранкове шоу «Subah Bakhair» (1988) (Доброго ранку). Його передачі були призначені переважно для дітей, і він був для них одним із найлюбленіших ведучих. Себе він називав chacha jee (дядько по батьківській лінії) всіх пакистанських дітей і незабаром став відомий під цією назвою.
Тарар активно захоплювався скелелазінням. Серед його досягнень — підкорення гори К2 і льодовика Чітті Буой (Chitti Buoi Glacier).

## Твори
Протягом своєї довгої кар'єри він був оглядачем газет і журналістом в пакистанських газетах, таких як газета «Dawn», щоденна газета «Aaj», писав щотижневу колонку для журналу «Akhbar-e-Jahan».

### Книги
- Andulus Mayn Ajnabi (اندلس میں اجنبی) (Чужинець в Іспанії)
- Bahhao (بہاؤ) (Витрата води)
- Bay Izti Kharab (بے عزتی خراب) (Образа безчестя)
- Berfeeli Bulandiyan (برفیلی بلندیاں)
- Carvan Sarai (کارواں سرایےؑ) (Караван-сарай)
- Chikh Chuk (چک چک) (Видалити завісу)
- Chitral Daastan (چترال داستان) (Казка про Читрал)
- Dais Huwaa Perdais (دیس ھٗوے پردیس) (Батьківщина стає чужиною)
- Deosai (دیوسائی)-
- Dakia aur Jolaha (ڈاکیا اور جولاھا) (Листоноша і кравець) [2]
- Gadhay Hamaray Bhai Hain (گدھے ھمارے بھایی ھیں) (Віслюки - наші брати)
- Ghar-e-Hira Mien Ek Raat (Ніч в печері Хіра)
- Guzara Naheen Hota (گزارا نھی ھوتا) (Важко обійтися)
- Gypsy (جپسی)
- Hazaron Hain Shikway (ھزاروں ھیں شکوے) (Є тисячі скарг)
- Hazaron Raastay (ھزاروں راستے) (Тисячі шляхів)
- Hunza Dastaan (ھنزھ داستان) (Казки про Хунзу)
- K-2 Kahani (کے ٹو کھانی) (Історія K2)- First published in 1994
- Kaalaash (کالاش) (Кафірістан)
- Khana Badosh (خانھ بدوش) (Цигани)
- Moorat (مورت) (Ідол)
- Moscow Ki Sufaid Raatein.ماسکو کی سفید راتیں (Білі ночі Москви)
- Munh Wal Kabbey Shariff Dey (منھ ول کعبے شریف دے) (Обличчям до Кібли)
- Nanga Parbat (نانگاپربت) (Нанга Парбат)
- Nepal Nagri (نیپال نگری) (Країна Непал)
- Niklay Teri Talash Main (نکلے تیری تلاش میں) (В пошуку)- First published in 1971[5]
- Pakhairoo (پکھیرو) (Птахи)-
- Parinday (پرندے) (Птахи)
- Parwaz (پرواز) (Політ)
- Payar Ka Pehla Shehr (پیار کا پھلا شھر) (Місто першої любові)
- Putli Peking Ki (پتلی پیکنگ کی) (Пам'ятник з Пекіна)
- Qilaa Jangi (قلعھ جنگی) (Укріплена війна)
- Qurbat-e-Marg Main Mohabbat (قربت مرگ میں محبت)(Кохання, коли ти близький до смерті)[2]
- Raakh (راکھ) (Зола)
- Ratti Gali
- Safar Shumal Kay (سفر شمال کے) (Подорож на північ)
- Shamshaal Baimesaal (شمشھال بیمثال) (Надзвичайний Шамшаал)
- Shehpar (شھپر) (Крила)
- Shuter Murgh Riasat (شتر مرغ ریاست) (Ostrich State)[2]
- Snow Lake (سنو لیک) (Снігове озеро)
- Sunehri Ullo Ka Shaher (سنھری الو کا شھر) (Місто золотої сови)
- Yaak Saraey (یاک سرایے) (Яак Інн)
- Khas-o-Khashak Zamane
- Alaska Highway

### Серіали
Він також є автором багатьох відомих серіалів, що вийшли на телеканалі PTV:
- Hazaron Raastey (Тисячі шляхів)[2]
- Parinda (Птах)
- Shehpar (Крила)
- Sooraj Ke Sath Sath (Залишаючись разом з Сонцем)
- Keilash (Кейлаш)
- Fareb (Ілюзія)